# 増田遼太
増田 遼太（ますだ りょうた、1993年10月13日 - ）は、日本のラグビーインフルエンサー、経営者、元ラグビーユニオン選手。現在はプロラグビー選手名義で活動している。龍城さうなのオーナー。

## プロフィール
- 愛知県岡崎市出身[3]。
- ポジションはスタンドオフ(SO)、フルバック(FB)[4]。
- 身長 185cm、体重 90kg

## 来歴
小学校時代からラグビーユニオンを始め、岡崎城西高校卒業後、愛知工業大学に入学する。
大学時代は、2年時に東海選抜に選ばれ、3、4年時にはベストフィフティーンに選ばれた。さらに、4年時の全国地区対抗大学ラグビーフットボール大会では優勝も経験した。
また、この頃からYouTuberグループの東海オンエアの動画に度々出演し、一部メディアには準レギュラーと評されている。
大学卒業後、トップリーグを目指していたが、入団には至らずにラグビーは引退した。その為、実際のプロラグビー選手ではない。
ラグビー引退後は豊橋市内の建設会社にて現場監督を務めながら、東海オンエアの動画にたびたび出演し、そこで得た人気を活かし、ラグビーインフルエンサーとしても活動を始めた。
2023年8月、東海オンエアの生配信内で結婚を発表。一般人の結婚ながらTwitterでは「増田結婚」がトレンド入りを果たした。
2024年8月、東海オンエアりょうの個人チャンネル「ブラーボりょうのボンサバドゥ！チャンネル」にて龍城温泉跡地に龍城さうなの開業を発表、同月5日にオープン。

## 人物
- 早稲田大学ラグビー蹴球部とヤマハ発動機ジュビロファンである[13]。
- プロラグビー選手という名前は大学時代に東海オンエアの動画に出演した際にメンバーのりょうが面白がってその名前で紹介したため[8]。
- ラグビーワールドカップ2019開催前、日本のラグビー関係者の中でのtwitterのフォロワー数が五郎丸歩に次いで2位だった[4]。